# دهستان فهلیان
دهستان فهلیان ، یکی از دهستان‌های پنجگانه بخش مرکزی است در ۱۲ کیلومتری شهر نورآباد واقع شده و مزارع آن از رودخانه فهلیان و چشمه سارها سیراب می‌شود. فراورده‌های کشاورزی فهلیان برنج (شلتوک)، گندم ، غلات و کمی مرکبات است. این منطقه از یازده آبادی پایه ریزی شده که مرکز آن روستای فهلیان است.این منطقه ۲۰۰۰ تن سکنه دارد و آبادی‌های مهم آن فهلیان، سروان (لیدوما)، جنجان ،قلعه نو و میانه است.

## نامگذاری
برخی آن را از ریشه «فهلویه» منسوب به «فهلو» با معانی دلیر، دلیر، بزرگ و حتی شهر یا شهری که در اصل به گونه پهله، پهلو، پرتو (در سنگ نبشته‌های داریوش بزرگ) و به معنی پارت بوده‌است و برخی نیز فهلیان را معرب ریختار پارسی پهلوی یا همان پهلیان یا پهلویان دانسته‌اند.
پس از نظرسنجی عمومی در سال 1401 هفته اول فروردین ماه بنام هفته فهلیان و روز ششم فروردین به نام روز فهلیان نامگذاری گردید.
هدف از نامگذاری
برگزاری جشنواره های محلی و معرفی جاذبه های تاریخی و فرهنگی و همین طور سنت ها و آداب و رسوم مردم فهلیان می باشد 
ششم فروردین : روز فهلیان
روز امید و شادباش نویسی و نوروز بزرگ است و نزد ایرانیان جشن بزرگ می باشد
دراین روز ایرانیان برای ساکنان کره زمین سعادت قسمت می کنند و اینجاست که ایرانیان به این روز ، روز امید می نامند

## گویش
گویش مردم این سامان لری است. گویش لری این مردم شاخه‌ای از فهلویات است و نزدیکی و هم ریشگی با زبان پارسی دری دارد و آکنده از واژه‌ها و ریشه‌های افعال پهلوی ساسانی است.

## آب و هوا
آب و هوای معتدل و مرطوب و پوشش گیاهی این منطقه سبب گردیده که هزاران سال مرکز سکونت انسان‌ها بوده‌است چرا که انسان‌های نخستین هر چه را که برای سکونت و زندگانی نیاز داشته‌اند به بهترین وجه در این سامان امکان دسترسی بدان را داشته‌اند.

## دیرینه تاریخی
فهلیان منطقه‌ای است با دیرینگی تاریخی کهن و در خور توجه که به قولی و بر پایه نظریات برخی دیرین شناسان دیرینگی این منطقه زیبا به ۸۰۰۰ سال میرسد که در دیرینگی ۳۵۰۰ ساله آن میان باستان شناسان و تاریخدانان همراهی است. 
در دوران حکومت آل سلغر و آل مظفر فهلیان رونق بازرگانی قابل ملاحظه‌ای داشته‌است به گونه‌ای که تا عهد صفویان بازارچه حمام‌ها و مساجد آباد آن باسازی گردیده که آثار ان هنوز باقی است. این روستا در حمله افغان‌ها در سال ۱۱۳۶ ه.ق به شولستان، ویران شده و مردمش پراکنده گردیدند ولی در زمان حکومت درستکار خان بیات استاندار فارس برابر نوشته‌ای که در دامنه کوه بر صخره‌ای حک شده مجدداً آباد گردیده‌است. این سنگ نبشته چنین است: در همان ساعت بنا کردند استادان دهر ساختند از فضل حق این تکیه‌گاه دلنشین.
آثار باستانی و تاریخی و مذهبی فهلیان:
این سرزمین (فهلیان) از 8000 سال پیش تا کنون زیست گاه انسان بوده است برخی از مهمترین آثار باسانی و گردشگری فهلیان به شرح زیر است:
1-حمام قدیمی مربوط به قرن پنجم هجری قمری
2-سنگ نوشته مربوط به زمان زندیه
3- آثار مربوط به اعیلامیان 4000 سال قبل
4-قنوات فهلیان
5- آسیاب قدیمی فهلیان
6-امامزاده آقای شهدا(سید محمد)
7-امامزاده مرضیه خاتون
8-امزاده شاهزاده ابراهیم
و تل خاک ریز که قدمتی نمی توان برای آن گفت شاید مربوط به 3000 سال پیش(حداقل)
و آثار و ابنیه فراوان تاریخی و مذهبی...
آثار کشف شده و سکه های کشف شده دراین منطقه حکایت از رونق و آبادانی فهلیان در تمامی زمانها داشته است.

فهلیان از زبان یک فهلیانی :فهلیان در حال حاضر یکی از شناخته ترین نام های در شهرستان ممسنی و شهرستان رستم است که قبلا خود جزئی از شهرستان ممسنی بوده است.فهلیان کنونی در کنار کوه فهلیان و کوه بال سبز و یا بالا سبز قرار گرفته و جمعیتی کنونی آن بالغ بر 7000 نفر است.اکثر قریب به اتفاق ساکنین فهلیان دارای تحصیلات در مقاطع عالی دانشگاهی هستند به نحوی که نام فهلیان با فرهنگ و ادب و پیشرفت همیشه همراه بوده است.
فهلیان از دیرباز تا کنون  فراز و نشیب های زیادی را پشت سر گذاشته است.بر خلاف وسعت و ساکنین کم آن از این منطقه صدها پزشک متخصص- شاعرٰ-نویسنده-مهندس-وکیل وقاضی برجسته در حال خدمت به میهنشان هستند.
شاعرانی همچون احمد انصاری فهلیانی ونویسندگانی همچون حسن حبیبی فهلیانی از شناخته ترین این افرادند
زبان اصلی این منطقه لری شبیه به پارسی است که متاسفانه بعلت تداخل گویشی زبان اصلی این منطقه رو به نابودی است و استفاده زیاد از کلمات فارسی رایج به وفور در اصطلاحات و محاورات عامیه وجود دارد.
فهلیان کنونی شامل فهلیان سفلی-علیا  است که در حال حاضر به صورت یک پارچه قرار دارد.
کمتر فهلیانی را می بنید که از شعر-ادبیات-هنر ساسیت-و ورزش سر رشته ای نداشته باشد.